# Saison 1 d'À la Maison-Blanche
Chronologie
Saison 2
Cet article présente les vingt-deux épisodes de la première saison de la série télévisée américaine À la Maison-Blanche (The West Wing).

## Distribution

### Acteurs principaux
- Martin Sheen (VF : Marcel Guido) : Josiah Bartlet, président des États-Unis d'Amérique.
- John Spencer (VF : Michel Fortin) : Leo McGarry, chef de cabinet de la Maison-Blanche.
- Bradley Whitford (VF : Daniel Lafourcade) : Josh Lyman, chef de cabinet adjoint de la Maison-Blanche.
- Richard Schiff (VF : Philippe Bellay) : Toby Ziegler, directeur de la communication de la Maison-Blanche.
- Rob Lowe (VF : Bruno Choël) : Sam Seaborn, adjoint au directeur de la communication de la Maison-Blanche.
- Allison Janney (VF : Marie-Laure Beneston) : Claudia Jean (« C. J. ») Cregg, porte-parole de la Maison-Blanche.
- Dulé Hill (VF : Lucien Jean-Baptiste) : Charlie Young, assistant personnel du président des États-Unis.
- Janel Moloney (VF : Natacha Muller) : Donna Moss, assistante du chef de cabinet adjoint de la Maison-Blanche.

### Acteurs récurrents
- Stockard Channing (VF : Danièle Hazan) : Abbey Bartlet, première dame des États-Unis.
- Kathryn Joosten (VF : Nicole Favart) : Delores Landingham, secrétaire personnelle du président Bartlet.
- NiCole Robinson (VF : Maité Monceau) : Margaret Hooper, secrétaire du chef de cabinet de la Maison Blanche.
- Elisabeth Moss (VF : Chantal Macé) : Zoey Bartlet, fille cadette du président Bartlet.
- Moira Kelly (VF : Cathy Diraison) : Mandy Hampton, chargé des relations publiques et ex-épouse de Josh.

## Épisodes

### Épisode 1:Les Foudres du ciel
- États-Unis : 22 septembre 1999 sur NBC
- France : 6 juillet 2001 sur France 2

- Lisa Edelstein : Laurie
- Allison Smith : Mallory O'Brien
- Annie Corley : Mary Marsh

### Épisode 2:Tout découle de tout
- États-Unis : 29 septembre 1999 sur NBC
- France : 6 juillet 2001 sur France 2

- Lisa Edelstein : Laurie
- Ruben Santiago-Hudson : Morris Tolliver
- Tim Matheson : Vice Président John Hoynes
- Merrin Dungey : Daisy

### Épisode 3:Riposte proportionnelle
- États-Unis : 6 octobre 1999 sur NBC
- France : 13 juillet 2001 sur France 2

- Dulé Hill : Charlie Young
- John Amos : Amiral Percy Fitzwallace
- Renée Estevez : Nancy

### Épisode 4:Cinq voix de moins
- États-Unis : 13 octobre 1999 sur NBC
- France : 13 juillet 2001 sur France 2

- Michael McGuire (en) : député Cal Tillinghouse
- Thom Barry : député Mark Richardson
- Jay Underwood : député Christopher Wick
- Mark Blum : député Katzenmoyer
- Sara Botsford : Jenny McGarry (épouse de Leo)
- Jillian Armenante : Leela

### Épisode 5:Les Fêlés et toutes ces femmes
- États-Unis : 20 octobre 1999 sur NBC
- France : 20 juillet 2001 sur France 2

- Juwan Howard : « Rodney Grant » Collins
- Sam Lloyd : Bob Engler.

### Épisode 6:Monsieur Willis de l'Ohio
- États-Unis : 3 novembre 1999 sur NBC
- France : 20 juillet 2001 sur France 2

- Eric Balfour : le jeune dans le bar.

### Épisode 7:Un dîner officiel
- États-Unis : 10 novembre 1999 sur NBC
- France :

- Lisa Edelstein : Laurie
- John Kapelos : Seymour Little
- Peter Sikorski : Rahmadi Sumahidjo Bambang
- Timothy Busfield : Danny Concannon
- Stockard Channing : Abbey Bartlet
- Dennis Cockrum : Capitaine
- Sal Landi : Chafey

### Épisode 8:Ennemis
- États-Unis : 17 novembre 1999 sur NBC
- France :27 juillet 2001 sur France 2

- Allison Smith : Mallory O'Brien
- Colin Gray : Bruce

### Épisode 9:La Liste finale
- États-Unis : 24 novembre 1999 sur NBC
- France :3 août 2001 sur France 2

- Ken Howard : Juge Peyton Cabot Harrison III
- Edward James Olmos : Roberto Mendoza

### Épisode 10:Au plus haut des cieux
- États-Unis : 15 décembre 1999 sur NBC
- France : 8 août 2001 sur France 2

- Lisa Edelstein : Laurie
- Lance Reddick : Inspecteur

### Épisode 11:Lord John Marbury
- États-Unis : 5 janvier 2000 sur NBC
- France : 10 août 2001 sur France 2

- Erick Avari : Ambassadeur Habib
- Iqbal Theba : Ambassadeur indien
- James Hong : Ambassadeur chinois
- Roger Rees : Lord John Marbury

### Épisode 12:La Maladie du Président
- États-Unis : 12 janvier 2000 sur NBC
- France : 10 août 2001 sur France 2

- Stockard Channing : Abbey Bartlet
- Harry Groener : Roger Tribbey, ministre de l'agriculture

### Épisode 13:Le Jour des poubelles
- États-Unis : 26 janvier 2000 sur NBC
- France : 17 août 2001 sur France 2

- Sheryl Arenson : Lock
- Ray Baker : Jonathan Lydell
- Linda Gehringer : Jennifer Lydell
- James Handy : Joseph Bruno
- Liza Weil : Karen Larsen

### Épisode 14:Observe le jour du Sabbat
- États-Unis : 9 février 2000 sur NBC
- France : 17 août 2001 sur France 2

- Joe Cosgrove : Peter Hayes
- Marlee Matlin : Joey Lucas
- Noah Emmerich : Bobby Zane
- Karl Malden : le Père Tom Cavanaugh
- David Proval : le Rabbin Glassman

### Épisode 15:Navigation céleste
- États-Unis : 16 février 2000 sur NBC
- France : 24 août 2001 sur France 2

- Vaughn Armstrong : Sergent McNamara
- Jason C. Morgan : Peter
- CCH Pounder : Deborah O'Leary

### Épisode 16:24 heures à L.A.
- États-Unis : 23 février 2000 sur NBC
- France : 24 août 2001 sur France 2

- David Hasselhoff : lui-même
- Jay Leno : lui-même
- Veronica Webb : elle-même
- Marlee Matlin : Joey Lucas
- Bob Balaban : Ted Marcus
- Jorja Fox : Agent Gina Toscano
- John de Lancie : Al Kiefer
- Michael O'Neill : Agent Service Secret Ron Butterfield

### Épisode 17:La Première Dame sonne la cloche
- États-Unis : 22 mars 2000 sur NBC
- France : 31 août 2001 sur France 2

- Nadia Dajani : Lily Mays

### Épisode 18:Réparations
- États-Unis : 5 avril 2000 sur NBC
- France : 31 août 2001 sur France 2

- Carl Lumbly : Jeff Breckenridge

### Épisode 19:Laissez Bartlet être Bartlet
- États-Unis : 26 avril 2000 sur NBC
- France : 7 septembre 2001 sur France 2

- David Brisbin : Ken
- Andy Buckley : Mike Satchel

### Épisode 20:Minimum obligatoire
- États-Unis : 3 mai 2000 sur NBC
- France : 14 septembre 2001 sur France 2

- Chris Conner : Jack.
- John de Lancie : Al Kiefer.

### Épisode 21:Mensonges et Statistiques
- États-Unis : 10 mai 2000 sur NBC
- France : 21 septembre 2001 sur France 2

- Lisa Edelstein : Laurie

### Épisode 22:Une rude journée
- États-Unis : 17 mai 2000 sur NBC
- France :

- Emidio Antonio : Lou.
- Linda Burden-Williams : modératrice.
- Lisa Croisette : Patty.